# Test de comparació directa
En matemàtiques, el test de comparació directa (o simplement test de comparació) és un mètode per determinar la convergència o la divergència d'una sèrie infinita o d'una integral impròpia. En tots dos casos, el mètode funciona comparant la sèrie en qüestió amb una de què ja es coneix la propietat de convergència.

## Per sèries
En càlcul, el test de comparació aplicat a sèries consisteix típicament en un parell d'afirmacions sobre sèries amb termes positius i reals:
- Si la sèrie infinita {\displaystyle \sum b_{n}} convergeix i {\displaystyle 0\leq a_{n}\leq b_{n}} per tot valor de n prou gran (és a dir, per tot {\displaystyle n>N} per un valor fixat de N), llavors la sèrie infinita {\displaystyle \sum a_{n}} també convergeix.
- Si la sèrie inifita {\displaystyle \sum b_{n}} divergeix i {\displaystyle 0\leq b_{n}\leq a_{n}} per tot valor de n prou gran, llavors la sèrie infinita {\displaystyle \sum a_{n}} també divergeix.

Noti's que la sèrie que té termes més grans s'anomena sovint que domina la sèrie de termes petits.
Alternativament, el test es pot presentar amb termes de convergència absoluta, aplicant en aquest cas també als complexos:
- Si la sèrie infinita {\displaystyle \sum b_{n}} és absolutament convergent i {\displaystyle |a_{n}|\leq |b_{n}|} per tot valor de n prou gran, llavors la sèrie inifinita {\displaystyle \sum a_{n}} també és absolutament convergent.
- Si la sèrie inifinita {\displaystyle \sum b_{n}} no és absolutament convergent i {\displaystyle |b_{n}|\leq |a_{n}|} per tot valor de n prou gran, llavors la sèrie infinita {\displaystyle \sum a_{n}} tampoc és absolutament convergent.

Noti's que en l'última afirmació, la sèrie {\displaystyle \sum a_{n}} podria, malgrat tot, continuar sent condicionalment convergent; per sèries de reals, això podria passsar si els valors de an no són sempre positius.
La segona parella d'afirmacions són equivalents són equivalents a la primera en el cas de sèries de reals, ja que {\displaystyle \sum c_{n}} convergeix si i només si {\displaystyle \sum |c_{n}|}, una sèrie amb termes no negatius, convergeix.

### Demostració
Les diferents demostracions de les anteriors afirmacions són similars. A continuació es presenta una demostració de la tercera afirmació.
Siguin {\displaystyle \sum a_{n}} i {\displaystyle \sum b_{n}} sèries inifinites tals que {\displaystyle \sum b_{n}} és absolutament convergent (és a dir, que {\displaystyle \sum |b_{n}|} convergeix), i sense pèrdua de generalitat assumeixi's que {\displaystyle |a_{n}|\leq |b_{n}|} per tot n enter positiu. Es considerin les sumes parcials:
{\displaystyle S_{n}=|a_{1}|+|a_{2}|+\ldots +|a_{n}|,\ T_{n}=|b_{1}|+|b_{2}|+\ldots +|b_{n}|.}
Com que {\displaystyle \sum b_{n}} convergeix absolutament, {\displaystyle \lim _{n\to \infty }T_{n}=T} per un cert valor de {\displaystyle T}. La successió {\displaystyle T_{n}} és clarament no decreixent, és a dir que {\displaystyle T_{n}\leq T} per tot n. Per tant, per tot n:
{\displaystyle 0\leq S_{n}=|a_{1}|+|a_{2}|+\ldots +|a_{n}|\leq |b_{1}|+|b_{2}|+\ldots +|b_{n}|\leq T.}
Això demostra que {\displaystyle S_{n}} és una successió monòtona limitada i, per tant, a de convergir a un límit. Per aquesta raó, {\displaystyle \sum a_{n}} és absolutament convergent.

## Per integrals
El test de comparació per integrals es pot presentar com segueix, assumint que les funcions f i g són contínues en el conjunt dels reals en l'interval {\displaystyle [a,b)} amb b o {\displaystyle +\infty } o un nombre real en què les funcions f i g tenen totes dues una asímptota:
- Si la integral impròpia {\displaystyle \int _{a}^{b}g(x)\,dx} convergeix i {\displaystyle 0\leq f(x)\leq g(x)} per {\displaystyle a\leq x<b}, llavors la integral impròpia {\displaystyle \int _{a}^{b}f(x)\,dx} també convergeix amb {\displaystyle \int _{a}^{b}f(x)\,dx\leq \int _{a}^{b}g(x)\,dx.}

- Si la integral impròpia {\displaystyle \int _{a}^{b}g(x)\,dx} divergeix i {\displaystyle 0\leq g(x)\leq f(x)} per {\displaystyle a\leq x<b}, llavors la integral impròpia {\displaystyle \int _{a}^{b}f(x)\,dx} també divergeix.

## Test de comparació de quocients
Un altre test de convergència per sèries de nombres resals, similar tant al test de comparació directa com al criteri de d'Alembert, s'anomena test de comparació de quocients:
- Si la sèrie infinita {\displaystyle \sum b_{n}} convergeix i {\displaystyle a_{n}>0}, {\displaystyle b_{n}>0}, i {\displaystyle {\frac {a_{n+1}}{a_{n}}}\leq {\frac {b_{n+1}}{b_{n}}}} per tot valor de n prou gran, llavors la sèrie infinita {\displaystyle \sum a_{n}} també convergeix.